# Bătălia de la Fortul Eben-Emael
Bătălia de la Fortul Eben-Emael a fost un angajament militar dintre forțele belgiene și cele germane care a avut loc între 10-11 mai 1940, parte a luptelor pentru ocuparea Belgiei și a Franței din cadrul Fall Gelb. O forță de asalt a Fallschirmjäger a primit sarcina atacării și cuceririi Fortului Eben-Emael, o fortificație belgiană ale cărei piese de artilerie țineau sub control mai multe poduri peste Canalul Albert, considerate de importanță vitală pentru atacul trupelor germane. În timp ce trupele de asalt aeropurtate au luat cu asalt fortul și au scos din luptă garnizoana belgiană și tunurile pe care le deservea aceasta, alte unități de parașutiști au cucerit cele trei poduri de peste Canalul Albert. După ce au cucerit fortul, parașutiștii germani au primit ordinul să se deplaseze în sprijinul camarazilor care cuceriseră podurile, pentru a le proteja de contraatacurile belgienilor, până când în zonă ar fi ajuns forțele terestre ale Armatei a 18-a a Wehrmachtului.
Cucerirea fortului a fost o victorie decisivă pentru germani. Trupele aeropurtate au aterizat direct pe acorperișurile fortificațiilor cu planoare militare. Defensiva belgiană a fost distrusă cu explozivi și aruncătoare de flăcări. După ce subunitățile de Fallschirmjäger au intrat în fortăreață ucigând mai mulți apărători, i-au blocat pe restul militarilor garnizoanei în sectoarele inferioare ale fortificațiilor. Simultan, restul forței germane de asalt a aterizat lângă cele trei poduri de peste canal, distrugând mai multe cazemate și poziții defensive ale forțelor belgiene care păzeau obiectivele. Cele trei poduri au fost cucerite de către germani, care au trecut la organizarea apărării. Trupele aeropurtate au suferit pierderi grele în timpul operațiunii, dar au reușit să păstreze controlul asupra podurilor până la sosirea infanteriei germane. După sosirea infanteriei, forțele germane reunite au executat un al doilea asalt asupra secțiunilor fortului care se mai aflau încă sub controlul belgienilor, forțându-i pe aceștia din urmă să capituleze. După această operațiune, germanii au folosit două dintre podurile cucerite pentru ocolirea pozițiilor defensive belgine într-un marș spre interiorul țării. Podul Kanne a fost grav avariat în timpul luptelor și nu a mai putut fi folosit.

## Cadrul general
Pe 10 mai 1940, germanii au lansat Fall Gelb – invadarea Țărilor de Jos. Prin executarea unui atac prin Țările de Jos, Luxemburg și Belgia, OKW dorea să depășească prin flanc Linia Maginot și să avanseze prin sudul Belgiei în nordul Franței. În acest fel, Corpul Expediționar Britanic (BEF) și numeroase trupe franceze trebuiau să fie izolate de grosul forțelor aliate, iar Franța putea fi silită să capituleze. Ca să aibă acces în nordul Franței, forțele germane trebuiau să învingă armatele Țărilor de Jos și să neutralizeze sau să ocolească o serie de poziții defensive, cele mai puternice fiind cele din Țările de Jos și Belgia. Unele dintre aceste poziții defensive nu erau bine fortificate, fiind destinate doar încetinirii germanilor, nu opririi asaltului inamic. În regiune au existat și mai multe construcții concepute special pentru apărare, unde fuseseră ridicate fortificații puternice, cu garnizoane numeroase și bine înarmate. Linia Grebbe-Peel din Țările de Jos, care se întindea de la malul sudic al golfului Zuider Zee până la frontiera cu Belgia, avea un mare număr de fortificații, a căror apărare era sprijinită de existența unor obstacole naturale precum zonele mlăștinoase sau câmpiile inundabile. Apărarea belgiană se baza pe o linie de încetinire a înaintării inamicului de-a lungul Canalului Albert și o linie defensivă principală de-a lungul râului Dyle. Această ultimă linie defensivă asigura atât protecția capitalei Bruxelles cât și a portului Antwerp. Liniile defensive belgiene aveau plasate în avanposturi o serie de unități, cu excepția unei regiuni, unde canalul se întindea în apropierea frontierei neerlandeze – așa-numitul 'Maastricht Appendix' din apropierea orașului omonim. Armata belgiană nu a putut să construiască nicio poziție fortificată în această zonă, din acest motiv fiind desemnată pentru apărare o divizie de infanterie, care să păzească cele trei poduri peste canal, câte o brigadă pentru fiecare pod. Podurile erau apărate de mici cazemate echipate cu mitraliere. Sprijinul de artilerie era asigurat de Fortul Eben Emael, raza de acțiune ale bateriilor căruia acoperea două dintre cele trei poduri. OKW a înțeles planul belgienilor – întârzierea atacului german, retragerea de-a lungul Canalului Albert și efectuarea joncțiunii cu forțele franceze și britanice pe linia defensivă  a râului Dyle. De aceea, germanii au conceput propriul lor plan pentru ruperea apărării adverse și ocuparea celor trei poduri principale peste Canalul Albert, dar și a unora secundare din Belgia și Țările de Jos, ceea ce le-ar fi permis să înainteze cu ușurință spre interiorul Țărilor de Jos.

## Preludiu

### Preparativele belgiene
Divizia a 7-a de infanterie belgiană a fost repartizată apărării celor trei poduri de peste canal, militarii acestei unități alăturându-se garnizoanei Fortului Eben-Emael în momentul declanșării bătăliei Sistemul de apărare al fiecărui pod era format din patru buncăre din beton amplasate pe partea vestică a canalului, trei dintre ele echipate cu mitraliere și unul cu un tun antitanc. Acest din urmă buncăr era amplasat mai aproape de drumurile de acces, iar celelalte apărau flancurile podurilor. Câte o companie de infanterie era plasată în tranșee pe partea de vest a canalului în dreptul fiecărui pod. Infanteriștii aveau mici posturi de observație pe partea răsăriteană a canalului, ai căror militari puteau fi retrași rapid la nevoie. Toate cele trei poduri puteau fi distruse cu încărcături explozive montate pe structurile de rezistență, ele fiind acționate cu dispozitive de inițiere a exploziei montate în buncărele antitanc. Fortul Eben-Emael, lung de 370 m și lat de 180 m, fusese construit la începutul deceniului al patrulea și fusese finalizat în anul 1935. Fortul avea ziduri de apărare groase de 1,5 m din beton armat, întărite cu patru cazemate retractabile și 64 de puncte de sprijin.
Fortul era echipat cu tunuri de 120 mm cu o rază de acțiune de 16 km, (dintre care două puteau să se rotească la 360 de grade), 16 tunuri de 75 mm, 12 tunuri rapide antitanc de 60 mm, 25 de mitraliere cu țeavă dublă și mai multe alte tunuri antiaeriene. O latură a fortului era paralelă cu canalul, iar celelalte două aveau vedere spre câmp. Ele erau apărate de câmpuri minate, șanțuri adânci și ziduri înalte de 6 m. În fața zidurilor erau amplasate mici cazemate dotate cu mitraliere. Pe acoperișul fortului erau amplasate proiectoare de căutare și tunurile antitanc de 60 mm. Un număr mare de tuneluri se întindeau pe sub fort, legând între ele turelele individuale, cazematele, centrul de comandă și depozitele. Fortul avea propriul spital, spații de cazare ale personalului, bucătării și un generator electric pentru acționarea tunurilor de mare calibru, a sistemului de iluminare și a sistemului de purificare a aerului din cazemate. Planul de luptă al belgienilor nu prevedea ca garnizoana fortului și infanteria de sprijin din afara zidurilor să ducă o luptă defensivă de durată în teren. În cazul unui atac, se considera că detașamentul de pe malul estic al canalului ar avea la dispoziție timpul necesar să se retragă peste poduri, să le arunce în aer. Forțele reunite belgiene ar fi avut mai apoi posibilitatea să lupte protejate de fortificații o bătălie de întârziere a înaintării inamicului. Când apărarea fortului nu ar mai fi fost posibilă, garnizoana ar fi trebuit să se retragă pe linia defensivă principală de-a lungul râului Dyle, unde să facă joncțiunea cu restul trupelor aliate.

### Pregătirile germanilor
Asaltul parașutiștilor asupra Fortului Eben-Emael și a celor trei poduri a fost parte a unei operațiuni mai ample a Diviziilor a 7-a și a 22-a aeropurtate. Divizia aeropurtată a 7-a, formată din trei regimente de parașutiști și unul de infanterie aeropurtată, avea sarcina cuceririi mai multor poduri a drumurilor care duceau spre pozițiile defensive neerlandeze din jurul orașului Rotterdam și spre aeroportul Waalhaven. Divizia a 22-a de debarcare aeriană, compusă din două regimente de infanterie aeropurtată și un batalion de parașutiști, avea sarcina cuceririi mai multor aeroporturi din apropierea orașului Haga (Valkenburg, Ockenburg și Ypenburg). După securizarea celor trei aeroporturi de către batalionul de parașutiști, restul diviziei avea să aterizeze cu planoarele și să pornească atacul pentru ocuparea capitalei neerlandeze, arestarea guvernului neerlandez, a comandanților militari și capturarea familiei regale. Divizia trebuia de asemenea să împiedice deplasarea pe șosele și căile ferate ale oricăror trupe neerlandeze. Intenția OKW era să folosească cele două divizii aeropurtate pentru crearea unui culoar sigur, cu poduri funcționale, prin care să înainteze Armata a 18-a spre centrul Țărilor de Jos. Generalul Kurt Student, inițiatorul acestui plan, a considerat că prezența în teren a celor două divizii avea să țină deschise, să împiedice trimiterea trupelor de rezervă neerlandeze din nord-vestul Țărilor de Jos și Franței pentru sprijinirea defensivei aliate din sud și să îi împiedice pe aliați să folosească aerodromurile pe care le controlau, toate acestea urmând să sprijine înaintarea rapidă a Armatei a 18-a. 400 de avioane de transport Junkers Ju 52 urmau să fie folosite la transportarea și lansarea parașutiștilor, precum și la transportul până pe pistă a soldaților germani care nu urmau să fie parașutați sau debarcați din planoare.
Forțele destinate atacării fortului și cuceririi celor trei poduri au fost formate din elemente ale Diviziei a 7-a aeropurtată și a 22-a de debarcare aeriană și a fost numită „Detașamentul de Asalt Koch”, după numele comandantului grupului, Hauptmann Walter Koch. Forța, care a fost organizată în noiembrie 1939, a fost inițial formată din parașutiști din Regimentul 1 și geniști din Divizia a 7-a, precum și dintr-un  grup mic de piloți Luftwaffe. Deși detașamentul era compus în principal din parașutiști, s-a decis ca primele trupe să fie transportate la obiectiv cu planoarele. Adolf Hitler, care a fost extrem de interesat de această operațiune, a ordonat ca să fie folosite planoarele pentru primul val de debarcare după ce a primit această sugestie de la pilotul său personal, Hanna Reitsch.  Principalul argument al lui Reitsch era faptul că planoarele zburau fără să facă zgomot. Se credea că, de vreme ce apărarea antiaeriană belgiană folosea locatoarele de sunet pentru detectarea țintelor, nu instalațiile radar, germanii puteau să beneficieze de efectul surpriză dacă ar fi remorcat planoarele până în apropierea graniței cu Țările de Jos, de unde acestea să fie eliberate, urmând să zboare până la țintă fără să fie detectate. Pentru organizarea acestei operațiuni au fost repartizate 50 de planoare de transport DFS 230, iar militarii au fost supuși unui program intensiv de antrenamente. Planificatorii germani au efectuat studii detaliate ale fortului, podurilor și a regiunii înconjurătoare, totul fiind reconstituit într-o tabără militară de pregătire. Au fost derulate exerciții comune ale parașutiștilor și piloților de planoare în primăvara anului 1940. În urma acestor exerciții au fost identificate mai multe probleme, pentru rezolvarea cărora au fost îmbunătățite tacticile și echipamentele. De exemplu, au fost modificate săniile de aterizare ale planoarelor pentru scurtarea distanței de rulare, iar dotarea militarilor a fost completată cu aruncătoare de flăcări și încărcături explozive specializate. Cele din urmă erau considerate dispozitive atât de secrete, încât testele au fost folosite doar pe teritoriul Germaniei, nu și în Cehia, unde existau fortificații similare cu Eben-Emael. Secretul operațiunilor a fost menținut prin adoptarea unui complex de măsuri. La finalizarea exercițiilor, planoarele și echipamentele au fost demontate și încărcate în camioane pentru transportul mobilei. Subunităților forței de asalt le-a fost schimbat numele de câteva ori, iar oamenii au fost transferați în mai multe rânduri în diferite locații. Tresele și insignele unităților au fost îndepărtate de pe uniforme, iar militarii au fost consemnați în unitățile lor.

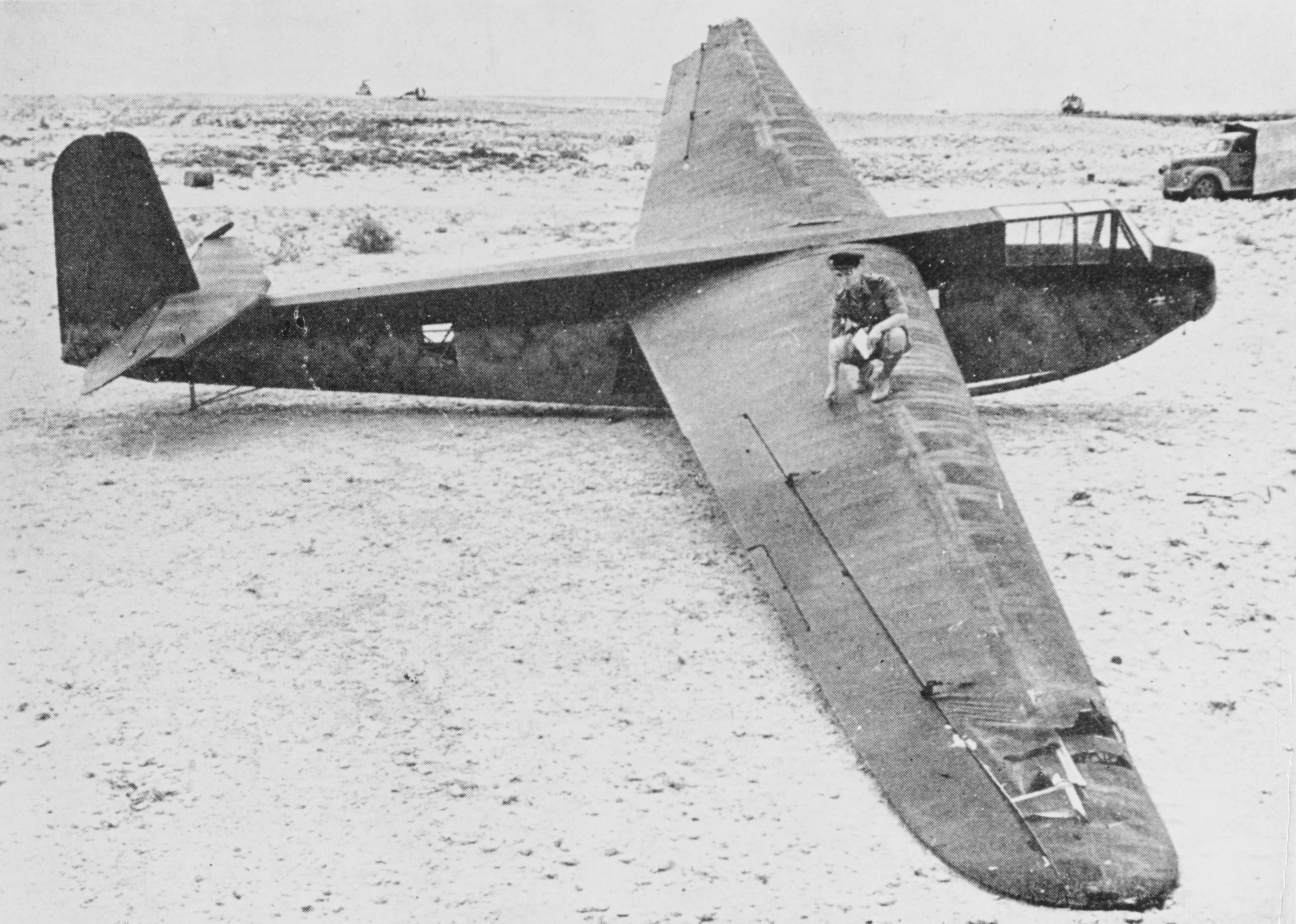
Planorul german pentru transportul personalului DFS 230

Hauptmann Koch și-a împărțit unitate în patru grupuri de asalt. Grupul „Granit”, comandat de Oberleutnant Rudolf Witzig, cu efective de 85 de oameni transportați în 11 planoare a primit sarcina cuceririi Fortului Eben-Emael> Grupul „Oțel”, comandat de Oberleutnant Gustav Altmann, cu efective de 92 de oameni transportați de 9 planoare, trebuia să cucerească podul Veldwezelt. Grupul „Beton”, comandat de Leutnant Gerhard Schacht, cu efective de 96 de oameni transportați în 11 planoare trebuia să cucerească podul Vroenhoven. Grupul „Fier”, comandat de Leutnant Martin Schächter, cu efective de 90 de oameni transportați în 10 planoare, trebuia să cucerească podul Canne. Elementul cel mai important al forței de asalt, în special al grupului „Granit”, era timpul. Germanii au considerat că apropierea de țintă fără zgomot cu ajutorul planoarelor combinată cu nedeclararea oficială a războiului de către guvernul german avea să asigure atacatorilor elementul surpriză necesar obținerii unei victorii rapide. Planificatorii germani au considerat că belgienii aveau să își revină din șocul atacului după aproximativ o oră. După aceasta, superioritatea numerică a garnizoanei care apăra fortul și podurile, ca și sosirea rapidă în regiune a unităților aliate de rezervă, aveau să pună probleme foarte mari micilor unități de parașutiști, care erau înarmați doar cu armament ușor de infanterie. Planul german prevedea în consecință distrugerea în mai puțin de o oră a cât mai multor poziții ale artileriei antiaeriene, cupolelor și cazematelor. În plus, parașutiștilor li s-a cerut ca, indiferent de pierderi, să distrugă tunurile cu rază lungă de acțiune, care asigurau acoperirea de artilerie a podurilor. Distrugerea acestor tunuri trebuia executată în zece minute. În acest scurt interval, parașutiștii trebuiau să iasă din planoare, să ajungă în dreptul tunurilor, să monteze încărcăturile explosive pe țevile tunurilor, să le detoneze și toate aceste acțiuni să fie executate cu succes sub focul inamicului.
Planurile finale de asalt luau în considerație folosirea a nouă – unsprezece planoare, care să aterizeze pe malul de vest al Canalului Albert, în dreptul tuturor celor trei poduri la ora 05:30 pe 10 mai, ora la care era programată declanșarea operațiunii Fall Gelb. Grupurile desemnate pentru atacarea podurilor urmau să copleșească apărătorii belgieni, să preia controlul podurilor, să îndepărteze încărcăturile explozive și să se pregătească mai apoi pentru contraatacurile care aveau să urmeze cu siguranță. Patruzeci de minute mai târziu, trei avioane de tranport Ju-52 urmau să survoleze fiecare poziție, parașutând 24 de militari ca întăriri, dar și mitraliere și muniție. Simultan, forța destinată atacării Fortului Eben-Emael trebuia să aterizeze pe acoperișul acestuia cu unsprezece planoare, să elimine orice apărător care ar fi încercat să li se opună, să distrugă cât mai multe piese de artilerie cu încărcături explozive și să împiedice garnizoana belgiană să acționeze. După ce și-ar fi îndeplinit obiectivele inițiale (cucerirea podurilor și eliminarea tunurilor cu rază lungă de acțiune din fort), trupele aeropurtate urmau să se pregătească pentru apărarea pozițiilor cucerite până la sosirea grosului trupelor terestre germane.

## Bătălia
Sturmabteilung Koch a fost dispersată în subunități mici în diferite locații din Rhineland din motive de securitate până la primirea ordinelor de atac. Ordinele preliminare au fost emise pe 9 mai, când subunitățile separate au trebuit să se mute în zonele de concentrare hotărâte mai înainte. După ce s-a realizat concentrarea forțelor, a sosit un al doilea ordin prin care forțele de asalt erau informate de momentul declanșării Fall Gelb – 10 mai, ora 05:25. La ora 04:30, cele 42 de planoare cu 493 de parașutiști la bord au decolat de pe două aeroporturi din Köln. Convoiul aerian a păstrat o tăcere radio completă, ceea ce i-a obligat pe piloți să se ghideze doar pe semnalele luminoase de la sol, care marcau drumul spre Belgia. Datorită interzicerii comunicațiilor radio, comandanții forței de asalt nu au putut fi informați că s-a  rupt cablul de remorcare a unui planor și că acesta a fost obligat să aterizeze pe teritoriul german. În cazul unui al doilea planor, pilotul a eliberat prematur cablul de remorcare și nu a mai putut ateriza în apropierea obiectivului. Ambele planoare transportau militarii destinați grupului „Granit” care erau destinate atacului de la Fortul Eben Emael, prin urmare unitatea germană de asalt a avut efectivul puternic diminuat. De asemenea, această unitate și-a pierdut comandantul, Oberleutnant Witzig, aflat la bordul unuia dintre planoarele forțate să aterizeze înainte de a ajunge la țintă. Atacul asupra fortului a fost condus de adjunctul lui Witzig. Restul planoarelor și-au eliberat cablurile de remorcare al aproximativ 3 km de obiectiv la o altitudine de 2.000 m. După ce avioanele de transport Ju-52 au eliberat planoarele, artileria antiaeriana belgiană le-a detectat și a deschis focul asupra lor. Defensiva a fost astfel alertată de prezența planoarelor în spațiul aerian belgian.

### Podurile
Toate planoarele grupului „Oțel” au aterizat lângă podul Veldwezelt la 05:20. Sârma ghimpată înfășurată pe săniile de aterizare și-au dovedit utilitatea, frânând rapid planoarele. Planorul locotenentului Altmann a aterizat la o distanță mai mare de pod. Un al doilea planor a aterizat chiar în fața unei cazemate, de unde soldații belgieni au deschis focul cu arme ușoare de infanterie împotriva soldaților germani debarcați. Subofițerul comandant al celui de-al doilea planor a atacat cu grenade apărătorii cazematei, în vreme ce unul dintre oamenii săi a plasat o încărcătură explozivă la ușa de acces. După ce ușa a fost aruncată în aer, germanii au luat cu asalt cazemata și au eliminat obstacolul. În acest timp, Altmann și-a condus soldații printr-un șanț paralel cu podul. Doi dintre oamenii săi s-au strecurat până pe malul canalului, au escaladat una dintre picioarele podului și au deconectat încărcăturile explozive plasate de geniștii belgieni. Germanii au eliminat astfel pericolul demolării podului și au luat cu asalt pozițiile apărătorilor podului. După ce au rezistat o vreme, belgienii s-au retras spre satul din apropiere. Unitatea germană de asalt nu a reușit să distrugă doar cu armamentul ușor din dotare și cele două baterii de artilerie aflate la 500 m de pod, iar Altmann a cerut sprijinul aviației. O escadrilă de bombardiere în picaj Junkers Ju 87 Stukas a intervenit și a distrus cele două baterii de câmp. Grupul „Oțel” ar fi trebuit să fie înlocuit pe câmpul de luptă de infanteria germană la 14:30, dar rezistența belgienilor i-a obligat să lupte până la 21:30. În timpul luptelor, acest grup a pierdut opt militari morți și treizeci de răniți.

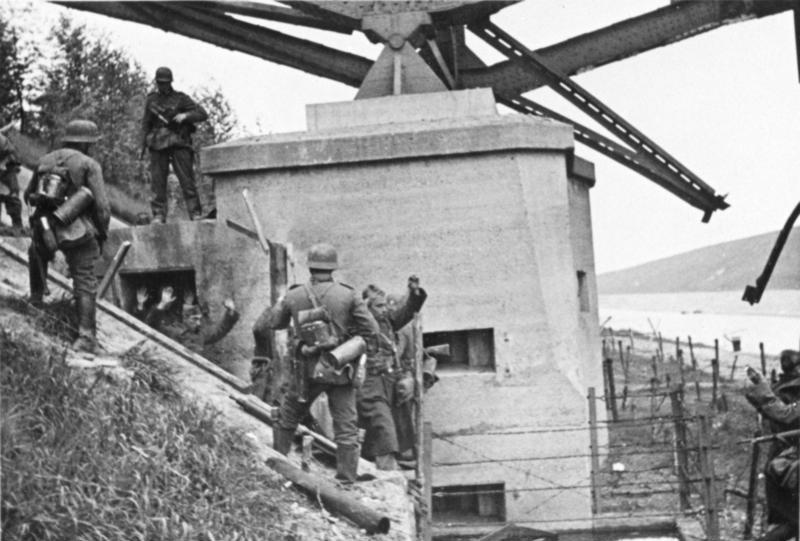
Soldați predându-se parașutiștilor germani la podul Veldwezelt, 11 mai 1940

Zece dintre cele unsprezece planoare ale grupului „Beton” au aterizat lângă podul Vroenhoven la 05:15. Cel de-al unsprezecelea planor fusese avariat de focul antiaerienei și a fost obligat să aterizeze forțat în Țările de Jos. În timpul aterizării, trei dintre parașutiștii germani au fost  grav răniți. Restul planoarelor au aterizat fără probleme la țintă. Unul dintre planoare a aterizat în apropierea fortificațiilor în care se aflau detonatoarele încărcăturilor explozive pentru distrugerea podurilor. Parașutiștii germani au luat cu asalt rapid cazemata, i-au ucis pe apărători și au deconectat firele electrice ale detonatoarelor. Restul apărătorilor belgieni au rezistat cu eroism atacurilor germane și au organizat la rândul lor mai multe contraatacuri pentru recucerirea podului. Ei au fost respinși de fiecare dată de focul armelor de infanterie din dotarea parașutiștilor germani, cărora le fuseseră lansate din avioane la ora 06:15 mai multe mitraliere grele. atacurile constante ele belgienilor au făcut ca grupul „Beton” să nu fie înlocuit de infanteriștii sosiți în ajutor decât la ora 21:40. În timpul luptelor, grupul a pierdut 7 morți și 24 de răniți.
Nouă dintre cele zece planoare ale grupului „Fier” au aterizat lângă obiectivul desemnat, podul Canne. Al zecelea planor al grupului a aterizat într-o zonă greșită datorită unei erori de pilotaj a piloților avionului de transport care l-a remorcat. Cele nouă planoare au fost ținta unor puternice tiruri de artilerie antiaerinană și au fost decuplate de avioanele de transport la 05:35. În timp ce planoarele își începuseră coborârea spre obiectiv, podul a fost distrus de geniștii belgieni cu ajutorul încărcăturilor explozive montate în prealabil. Spre deosebire de garnizoanele celorlalte două poduri, apărătorii podului Canne și-au dat seama că vor fi atacați când au văzut coloana mecanizată germană care venea să îi sprijine pe parașutiști. Infanteria germană a apărut în zonă cu douăzeci de minute mai devreme decât fusese planificat. Apariția în zonă a infanteriei a distrus elementul surpriză, lăsându-le belgienilor suficient timp la dispoziție să distrugă podul. În timpul procesului de aterizare, unul dintre planoare a fost grav avariat de focul antiaerienei, cei mai mulți dintre ocupanții lui fiind uciși în timpul aterizării. Restul de opt au aterizat fără probleme importante, iar parașutiștii au luat cu asalt pozițiile belgienilor.
Până la ora 05:50, trupele aeropurtate au preluat ferm controlul asupra regiunii, inclusiv a celei din vecinătate satului Canne. Germanii au suportat contraatacurile belgienilor, respinse doar cu ajutorul bombardierelor în picaj Stuka. Contraatacurile belgienilor au continuat și pe timpul nopții, ceea ce a făcut ca parașutiștii să nu poată fi înlocuiți de infanterie până în dimineața zilei de 11 mai. Grupul „Fier” a suferit cele mai grele pierderi dintre toate cele trei grupuri de asalt care au atacat podurile – 22 de morți și 26 de răniți. Un parașutist a fost luat prizonier de belgieni. Acesta avea să fie eliberat de forțele germane din lagărul de prizonieri britanic de la Dunkerque.

### Fortul Eben-Emael

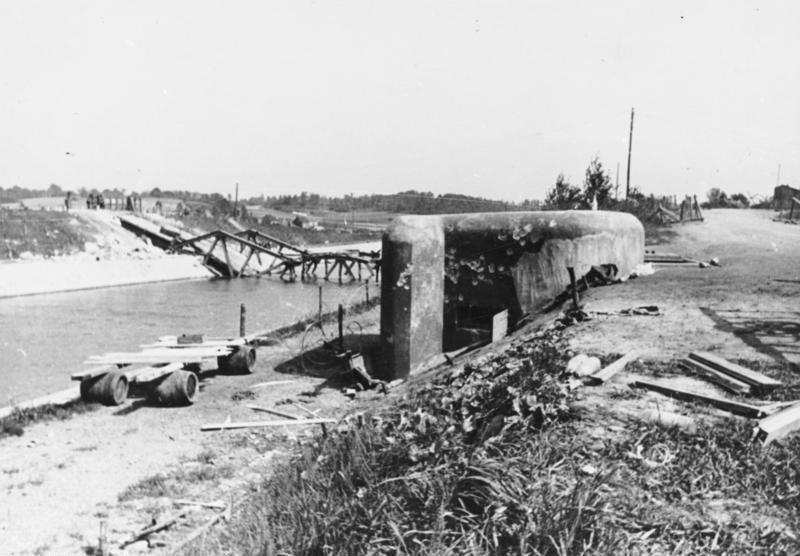
Podul Canne distrus de belgieni, 23 mai 1940

Cele nouă planoare ale grupului „Granit” au aterizat cu succes pe Fortul Eben-Emael, folosind încetinirea aterizării și oprirea rapidă parașutele de frânare. După ieșirea din planoare, parașutiștii au început plasarea de încărcături explozive la turelele tunurilor care puteau ataca podurile cucerite deja de germani. În partea de sud a fortului, „Obiectivul nr. 18”, o cazemată de observație a artileriei, în care erau plasate trei tunuri de 75 mm, a fost distrus în două etape – cu o încărcătură ușoară de demolare, iar mai apoi cu o încărcătură cu putere mare de explozie. Cele două explozii au distrus cupola cazematei și o parte a acoperișului fortului. Parașutiștii au continuat să distrugă cu încărcături explozive Obiectivul nr. 12, o turelă mobilă cu două tunuri și Obiectivul nr. 26, o turelă cu trei tunuri de 75 mm. Deși parașutiștii au detonat încărcăturile explozive, tunurile au putut fi repuse în funcțiune rapid de belgieni, iar germanii au fost obligați să le atace pentru o a doua oară. După aceea, o altă pereche de tunuri de 75 mm dintr-o cupolă a fost scoasă din uz și au fost distruse barăcile servanților belgieni. Încercările de distrugere ale Obiectivului nr. 24 nu au fost însă încununate de succes de la început. Obiectivul, o pereche de turele cu tunuri de mare calibru, montate pe o cupolă rotativă, s-a dovedit prea mare pentru parașutiștii dintr-un singur planor, fiind nevoie de efortul conjugat al ocupanților a două planoare. Turelele au fost avariate, dar nu și distruse cu încărcături cumulative. O unitate de parașutiști a fost obligată să se urce pe turele și să distrugă țevile tunurilor cu explozivi.

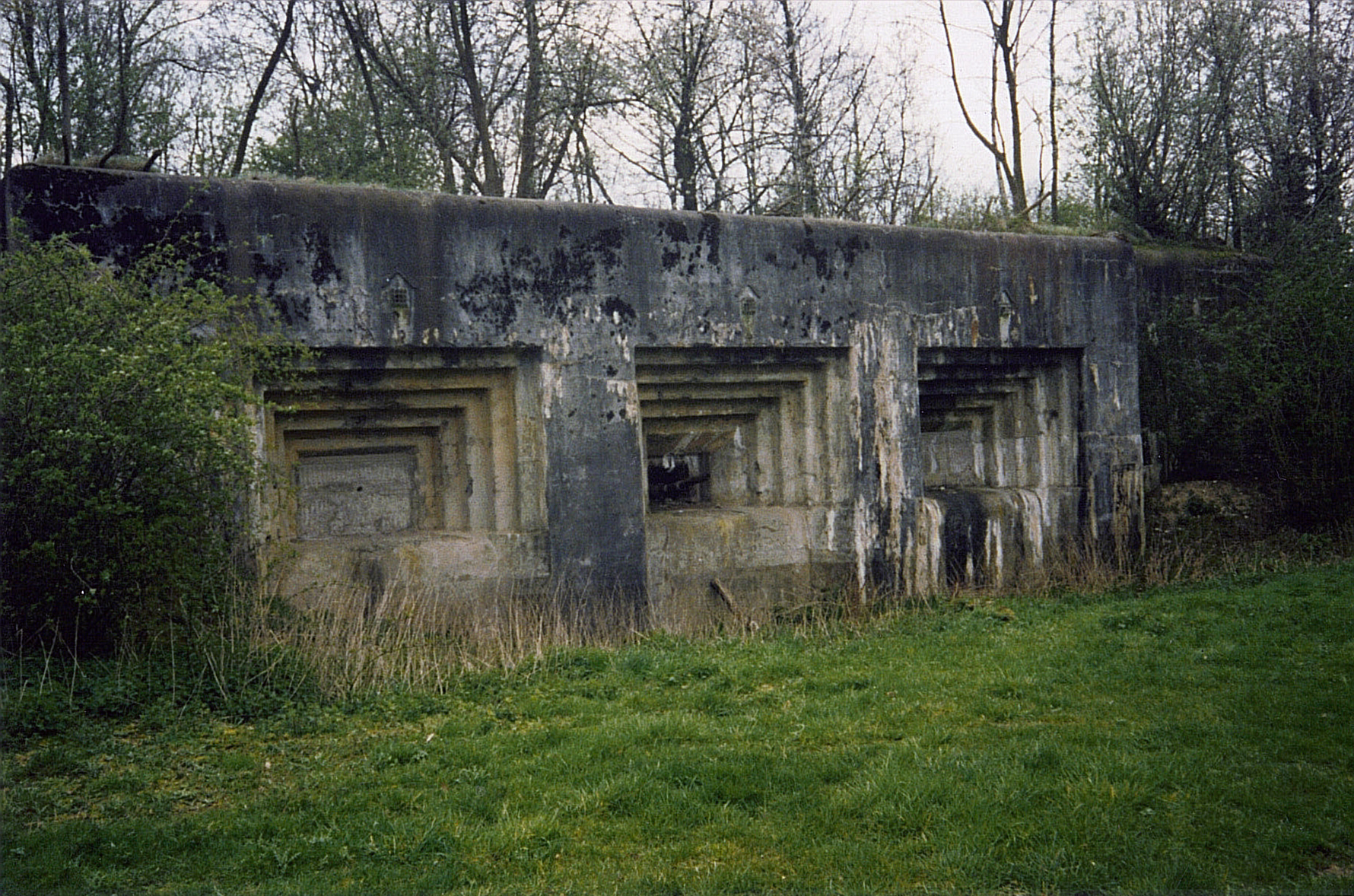
Una dintre cazematele fortului, „Maastricht 2”

Acțiuni similare au avut loc și în partea nordică a fortului, parașutiștii acționând contratimp pentru distrugerea sau scoaterea din funcțiune a fortificațiilor care adăposteau piesele de artilerie. Obiectivul nr. 13 era o cazemată care adăpostea mitraliere care acopereau cu foc partea de vest a fortului. Pentru distrugerea cazematei, parașutiștii au folosit aruncătoarele de flăcări ca să îi oblige pe mitraliori să se retragă, după care au distrus cu explozivi fortificațiile. Obiectivul nr. 19, o cupolă de observație dotată cu mitraliere a fost distrusă cu explozivi, dar alte două obiective, nr. 15 și nr. 16, s-au dovedit a fi niște instalații false. Parașutiștii au întâmpinat probleme neașteptate la Obiectivul nr. 23, o cupolă retractabilă care adăpostea două tunuri de 75 mm. Planificatorii germani consideraseră că armele acestei fortificații nu pot opri asaltul parașutiștilor, dar această presupunere s-a dovedit eronată în timpul luptelor. Parașutiștii au fost obligați să se adăpostească. Focul puternic al armelor din cupolă nu a putut fi oprit decât cu ajutorul bombardamentelor în picaj al unei escadrile Stuka. Deși bombele nu au distrus cupola, exploziile i-au obligat pe belgieni să retragă cupola pe parcursul restului bătăliei. Toate căile de acces pe care parașutiștii au reușit să le localizeze au fost distruse cu explozivi. În acest fel, garnizoana a fost prinsă în capcană în fort, împiedicându-i pe belgieni să contraatace. Parașutiștii au reușit să își atingă obiectivele principale – distrugerea sau scoaterea din funcțiune a pieselor de artilerie care ai fi putut bombardeze podurile peste canal, dar unele ținte mai mici, precum unele cupole mai mici, cuiburi de mitralieră sau baterii antiaeriene nu au putut fi distruse.

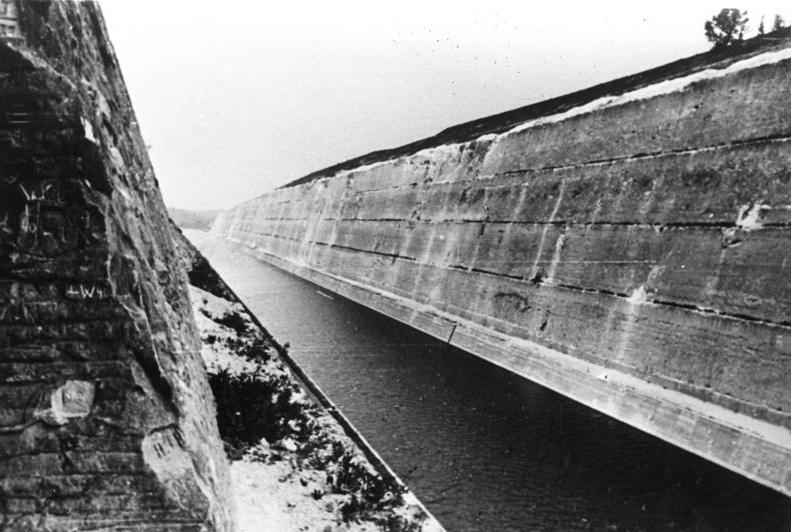
Canalul Albert văzut dintr-un cuib de mitralieră din Fortul Eben-Emael, 23 mi 1940

În timpul în care aceste obiective secundare erau atacate, un planor a aterizat pe fort. Din acesta a ieșit grupa de parașutiști condusă de Oberleutnant Rudolf Witzig. După ce planorul său aterizase pe teritoriul german, Witzig a cerut ajutor prin radio. Un avion de remorcare și un nou planor a sosit să îi ia pe Witzig și oamenii săi. Planorul a fost remorcat sub focul puternic al antiaerienei spre fort.
După ce și-au îndeplinit misiunea principală de distrugere a pieselor de artilerie din fort, parașutiștii au organizat apărarea împotriva contraatacurilor belgienilor, care au fost declanșate aproape imediat. Atacurile infanteriei belgiene au fost lipsite de coordonarea centrală și au fost executate fără sprijinul artileriei. Din aceste motive, parașutiștii au reușit să respingă atacurile belgienilor cu ajutorul tirului mitralierelor din dotare. Artileria din cele câteva forturi mici din apropiere și artileria de câmp belgiană au deschis la rândul lor focul împotriva parașutiștilor, dar și aceste atacuri au fost necoordonate și în plus le-a lipsit precizia. Din acest ultim motiv, ele au împiedicat uneori contraatacurile propriilor infanteriști. Germanii au trimis de asemenea patrule care să urmărească și să împiedice mișcările membrilor garnizoanei belgiene. Belgienii au fost astfel obligați să rămână la nivelurile inferioare ale fortului. Toate încercările belgienilor de lansare a unui contraatac au fost obstrucționate de existența unei singure căi de declanșare a atacului – o scară în spirală – și de faptul că toate ambrazurile care aveau vedere spre fort fuseseră cucerite sau distruse. Planul inițial prevedea ca Grupul „Granit” să fie înlocuit de Batalionul 51 de geniu după câteva ore de la cucerirea fortului, dar parașutiștii au rămas pe poziții până la ora 07:00 a zilei de mai 11. Rezistența puternică a belgienilor și distrugerea mai multor poduri peste Meuse i-a obligat pe geniști să construiască noi poduri, ceea ce a întârziat mult ritmul înaintării. După ce parașutiștii au fost înlocuiți pe câmpul de luptă, geniștii și regimentul de infanterie sosit în zonă au organizat un atac împotriva intrării principale a fortului. În fața atacului conjugat inamic, garnizoana belgiană a capitulat la 12:30. Garnizoana fortului a pierdut 60 de soldați morți și 40 de răniți. Germanii au luat prizonieri aproximativ 1.000 de soldați belgieni. Parașutiștii grupului „Granit” au pierdut 6 morți și 19 răniți.

## Urmări

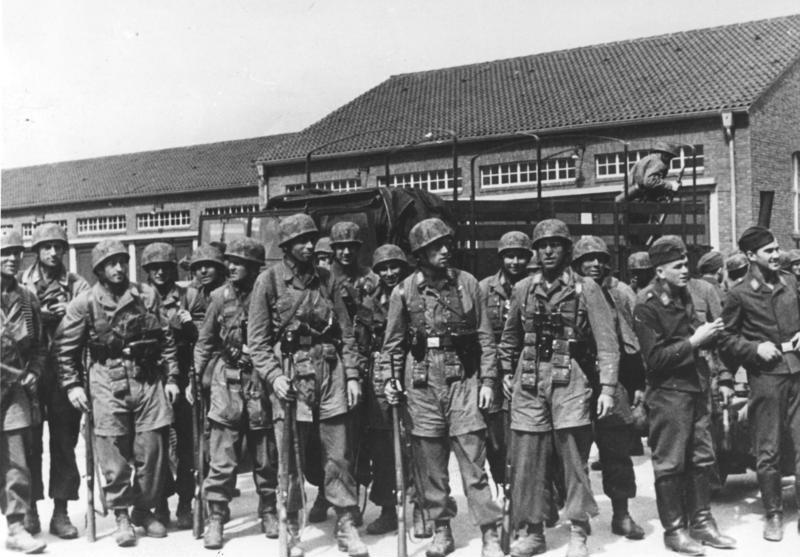
Fallschirmjäger din cadrul Sturmabteilung Koch

Atacul aeropurtat asupra celor trei poduri și a Fortului Eben-Emael a fost un mare succes al Fallschirmjäger (parașutiștilor) din Sturmabteilung Koch. Piesele de artilerie al fortului au fost scoase din funcțiune. Două dintre cele două poduri care trebuiau capturate de către subunitățile Sturmabteilung Koch au fost cucerite mai înainte ca geniștii belgieni să le arunce în aer. Cucerirea podurilor și neutralizarea artileriei fortului a permis infanteriei și blindatelor Armatei a 18-a să depășească fără eforturi mari defensiva belgiană și să înainteze spre interiorul țării. Generalul Kurt Student avea să scrie după război cu privire la această operațiune că acțiunile parașutiștilor, în special a Grupului „Granit”, „A fost o faptă de îndrăzneală exemplară și însemnătate decisivă […] Am studiat istoria ultimului război și a bătăliilor de pe toate fronturile. Dar nu am reușit să găsesc nimic printre numeroasele acțiuni extraordinare – întreprinse de prieteni sau dușmani – care se poate spune că se poate compara cu succesul obținut de Grupul de Asalt Koch”. Mai mulți ofițeri și subofițeri au fost decorați cu Crucea de Cavaler a Crucii de Fier pentru participarea la această operațiune. Printre cei decorați a fost și locotenentul Rudolf Witzig, cel care a condus asaltul asupra Fortului Eben-Emael în absența lui Koch. Sturmabteilung Koch a fost dezvoltat după terminarea Bătăliei Franței și transformat în Batalionul I al noului format Regiment de Asalt Aeropurtat I. Acest regiment era format din patru batalioane specializate în atacurile aeropurtate cu planoare. Hauptmann Koch a fost înaintat la gradul de maior și a fost numit la comanda Batalionului I al regimentului.
În ceea ce privește podul Canne, aruncat în aer de belgieni, geniștii germani a construit un nou pod peste canal pe 15 septembrie 1944.

## Resurse internet
- Eben-Emael - Centrul vizitatorilor
- Armamentul de la Eben-Emael (în limba cehă)